# Le Gault-Soigny
Le Gault-Soigny és un municipi francès, situat al departament del Marne i a la regió del Gran Est. L'any 2007 tenia 477 habitants.

## Demografia

### Població
El 2007 la població de fet de Le Gault-Soigny era de 477 persones. Hi havia 186 famílies, de les quals 40 eren unipersonals (11 homes vivint sols i 29 dones vivint soles), 51 parelles sense fills, 73 parelles amb fills i 22 famílies monoparentals amb fills.
La població ha evolucionat segons el següent gràfic:
Habitants censats

### Habitatges
El 2007 hi havia 283 habitatges, 185 eren l'habitatge principal de la família, 52 eren segones residències i 46 estaven desocupats. 275 eren cases i 3 eren apartaments. Dels 185 habitatges principals, 161 estaven ocupats pels seus propietaris, 18 estaven llogats i ocupats pels llogaters i 5 estaven cedits a títol gratuït; 6 tenien dues cambres, 17 en tenien tres, 51 en tenien quatre i 110 en tenien cinc o més. 139 habitatges disposaven pel capbaix d'una plaça de pàrquing. A 81 habitatges hi havia un automòbil i a 89 n'hi havia dos o més.

### Piràmide de població
La piràmide de població per edats i sexe el 2009 era:
| Homes | Edats   | Dones |
| ----- | ------- | ----- |
| 0     | 95 o +  | 0     |
| 4     | 90 a 94 | 0     |
| 4     | 85 a 89 | 4     |
| 0     | 80 a 84 | 4     |
| 16    | 75 a 79 | 16    |
| 0     | 70 a 74 | 8     |
| 16    | 65 a 69 | 16    |
| 0     | 60 a 64 | 8     |
| 4     | 55 a 59 | 0     |
| 8     | 50 a 54 | 4     |
| 16    | 45 a 49 | 20    |
| 16    | 40 a 44 | 16    |
| 16    | 35 a 39 | 20    |
| 28    | 30 a 34 | 28    |
| 4     | 25 a 29 | 16    |
| 16    | 20 a 24 | 4     |
| 20    | 15 a 19 | 12    |
| 8     | 10 a 14 | 24    |
| 24    | 5 a 9   | 12    |
| 16    | 0 a 4   | 16    |

## Economia
El 2007 la població en edat de treballar era de 306 persones, 232 eren actives i 74 eren inactives. De les 232 persones actives 210 estaven ocupades (112 homes i 98 dones) i 22 estaven aturades (12 homes i 10 dones). De les 74 persones inactives 34 estaven jubilades, 12 estaven estudiant i 28 estaven classificades com a «altres inactius».

### Ingressos
El 2009 a Le Gault-Soigny hi havia 202 unitats fiscals que integraven 533 persones, la mediana anual d'ingressos fiscals per persona era de 17.770 €.

### Activitats econòmiques
Dels 14 establiments que hi havia el 2007, 2 eren d'empreses de fabricació d'altres productes industrials, 2 d'empreses de construcció, 3 d'empreses de comerç i reparació d'automòbils, 1 d'una empresa d'hostatgeria i restauració, 2 d'empreses immobiliàries, 1 d'una empresa de serveis, 1 d'una entitat de l'administració pública i 2 d'empreses classificades com a «altres activitats de serveis».
Dels 2 establiments de servei als particulars que hi havia el 2009, 1 era una lampisteria i 1 saló de bellesa.
L'únic establiment comercial que hi havia el 2009 era una botiga de menys de 120 m².
L'any 2000 a Le Gault-Soigny hi havia 22 explotacions agrícoles que ocupaven un total de 1.950 hectàrees.

## Equipaments sanitaris i escolars
El 2009 hi havia 1 escola maternal i 1 escola elemental.

## Poblacions més properes
El següent diagrama mostra les poblacions més properes.